# Sejm
Sejm Polské republiky (zkráceně Sejm) je dolní komora Parlamentu Polské republiky. Zasedá v něm 460 poslanců, předseda se nazývá maršálek Sejmu (marszałek Sejmu). Od posledních voleb je maršálkem Sejmu Szymon Hołownia (Polska 2050). Volební období je čtyřleté, společné pro obě komory a případné zkrácení platí i pro Senát.
Zároveň je příležitostně částí Národního shromáždění PR, společného zasedání obou komor Parlamentu (Sejmu a Senátu), kterému předsedá maršálek Sejmu a jeho zástupcem je maršálek Senátu.

## Volby 2023
Výsledky voleb do Sejmu byly:
| Politický subjekt                  |                           | Hlasů      | %     |
| ---------------------------------- | ------------------------- | ---------- | ----- |
| Sjednocená pravice                 | Právo a spravedlnost      | 6 286 250  | 29,11 |
| Sjednocená pravice                 | Suverénní Polsko          | 465 024    | 2,15  |
| Sjednocená pravice                 | Republikáni               | 99 373     | 0,46  |
| Sjednocená pravice                 | Kukiz’15                  | 74 959     | 0,35  |
| Sjednocená pravice                 | Nestraníci a ostatní      | 715 248    | 3,31  |
| Sjednocená pravice                 | Celkem                    | 7 640 854  | 35,38 |
| Občanská koalice                   | Občanská platforma        | 4 992 932  | 23,12 |
| Občanská koalice                   | Nowoczesna                | 375 776    | 1,74  |
| Občanská koalice                   | Polská iniciativa         | 252 021    | 1,17  |
| Občanská koalice                   | Strana zelených           | 67 203     | 0,31  |
| Občanská koalice                   | AGROunia                  | 53 571     | 0,25  |
| Občanská koalice                   | Dobré hnutí               | 8 254      | 0,04  |
| Občanská koalice                   | Nestraníci a ostatní      | 879 645    | 4,07  |
| Občanská koalice                   | Celkem                    | 6 629 402  | 30,70 |
| Třetí cesta                        | Polska 2050               | 1 561 542  | 7,23  |
| Třetí cesta                        | Polská lidová strana      | 1 189 629  | 5,51  |
| Třetí cesta                        | Střed pro Polsko          | 70 117     | 0,32  |
| Třetí cesta                        | Unie evropských demokratů | 21 056     | 0,10  |
| Třetí cesta                        | Dohoda                    | 1 039      | 0,00  |
| Třetí cesta                        | Nestraníci a ostatní      | 267 287    | 1,24  |
| Třetí cesta                        | Celkem                    | 3 110 670  | 14,40 |
| Levice                             | Nová levice               | 1 199 503  | 5,55  |
| Levice                             | Levice společně           | 453 730    | 2,10  |
| Levice                             | Nestraníci a ostatní      | 205 785    | 0,95  |
| Levice                             | Celkem                    | 1 859 018  | 8,61  |
| Konfederace svobody a nezávislosti | Nová naděje               | 629 745    | 2,92  |
| Konfederace svobody a nezávislosti | Národní hnutí             | 447 303    | 2,07  |
| Konfederace svobody a nezávislosti | Konfederace Koruny polské | 197 763    | 0,92  |
| Konfederace svobody a nezávislosti | Nestraníci a ostatní      | 272 553    | 1,26  |
| Konfederace svobody a nezávislosti | Celkem                    | 1 547 364  | 7,16  |
| Ostatní strany a hnutí             | Ostatní strany a hnutí    | 809 366    | 3,76  |
| Celkem                             | Celkem                    | 21 596 674 | 100   |